# Municipio San Ignacio de Moxos
Das Municipio San Ignacio ist ein Verwaltungsbezirk im Departamento Beni im südamerikanischen Anden-Staat Bolivien.

## Lage im Nahraum
Das Municipio San Ignacio ist das einzige Municipios der Provinz Moxos. Es grenzt im Nordwesten an die Provinz Yacuma, im Südwesten an die Provinz Ballivián, im Süden an das Departamento Cochabamba, im Südosten an die Provinz Marbán und im Nordosten an die Provinz Cercado.
Größte Ortschaft und Verwaltungssitz der Provinz ist die Kleinstadt San Ignacio de Moxos mit 10.054 Einwohnern (Volkszählung 2012) im nordwestlichen Teil des Municipios.

## Geographie
San Ignacio liegt in der Moxos-Ebene, mit über 100.000 km² einem der größten Feuchtgebiete der Erde. Vorherrschende Vegetationsform in der Region San Ignacio ist die tropische Savanne.
Der Jahresniederschlag für die Region beträgt 1900 mm (siehe Klimadiagramm Trinidad), mit einer deutlichen Trockenzeit in den Monaten Mai bis September. Die Monatsdurchschnittstemperaturen liegen ganzjährig zwischen 24 °C und 29 °C.

## Bevölkerung
Die Bevölkerungszahl des Municipios ist zwischen 1992 und 2024 um etwa ein Fünftel angestiegen:
| Jahr | Einwohner | Quelle       |
| ---- | --------- | ------------ |
| 1992 | 17.602    | Volkszählung |
| 2001 | 21.643    | Volkszählung |
| 2012 | 21.195    | Volkszählung |
| 2024 | 21.578    | Volkszählung |

Die Bevölkerungsdichte des Municipios bei der Volkszählung von 2024 betrug 0,86 Einwohner/km², der Anteil der städtischen Bevölkerung ist 47,4 Prozent.
Die Lebenserwartung der Neugeborenen lag im Jahr 2001 bei 63,6 Jahren.
Der Alphabetisierungsgrad bei den über 19-Jährigen beträgt 79,4 Prozent, und zwar 85,2 Prozent bei Männern und 72,4 Prozent bei Frauen. (2001)

## Politik
Ergebnis der Regionalwahlen (concejales del municipio) vom 4. April 2010:
| Wahl- berechtigte |  | Wahl- beteiligung | gültige Stimmen |  | MAS-IPSP | PRIMERO | MNR-PUEBLO |
| ----------------- |  | ----------------- | --------------- |  | -------- | ------- | ---------- |
| 8.118             |  | 7.046             | 6.056           |  | 2.965    | 1.882   | 1.209      |
|                   |  | 86,8 %            | 85,9 %          |  | 49,0 %   | 31,1 %  | 20,0 %     |

Ergebnis der Regionalwahlen (elecciones de autoridades políticas) vom 7. März 2021:
| Wahl- berechtigte |  | Wahl- beteiligung | gültige Stimmen |  | MTS     | MAS-IPSP | TODOS   | CPEM-B | NACER  |
| ----------------- |  | ----------------- | --------------- |  | ------- | -------- | ------- | ------ | ------ |
| 11.718            |  | 9.785             | 8.178           |  | 2.758   | 2.592    | 1.424   | 770    | 277    |
|                   |  | 83,50 %           | 83,58 %         |  | 33,72 % | 31,69 %  | 17,41 % | 9,42 % | 3,39 % |

## Gliederung
Das Municipio untergliederte sich bei der Volkszählung von 2012 in die folgenden drei Kantone (cantones):
- 08-0501-01 Kanton San Ignacio – 261 Ortschaften – 17.608 Einwohner (2001: 17.387 Einwohner)
- 08-0501-02 Kanton San Francisco – 30 Ortschaften – 1.931 Einwohner (2001: 2.684 Einwohner)
- 08-0501-03 Kanton San Lorenzo – 15 Ortschaften – 1.656 Einwohner (2001: 1.572 Einwohner)

## Ortschaften im Municipio San Ignacio de Moxos
- Kanton San Ignacio
  - San Ignacio de Moxos 10.054 Einw. – San Francisco 682 Einw.

- Kanton San Francisco
  - Puerto San Lorenzo 181 Einw.

- Kanton San Lorenzo
  - San Lorenzo de Moxos 1084 Einw.